# Ганиль

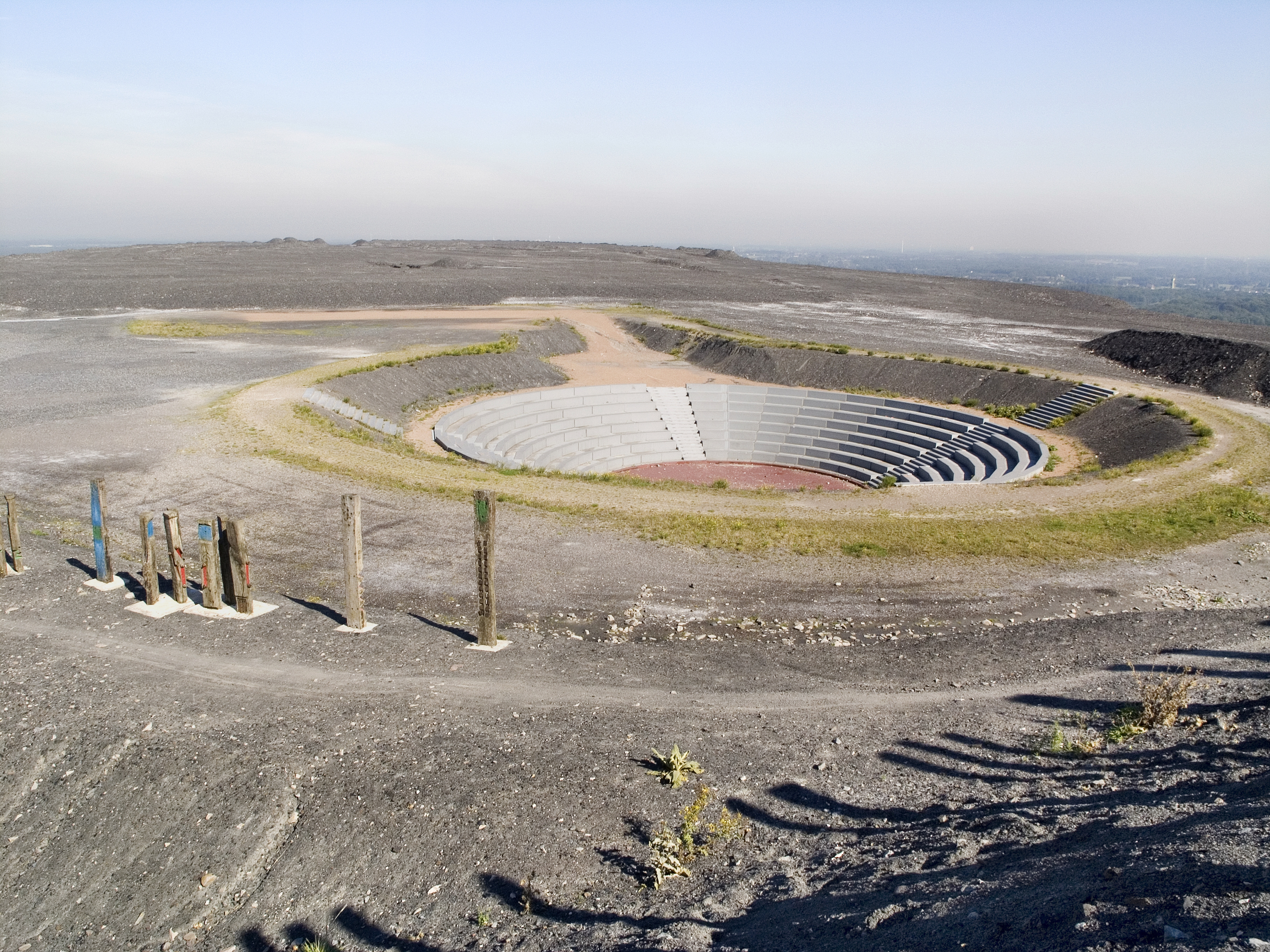
Амфитеатр и «Тотемы»

«Ганиль» (нем. Halde Haniel) — террикон в немецком городе Ботроп на границе с районом Штеркраде города Оберхаузен (федеральная земля Северный Рейн-Вестфалия). 
 Это один из наивысших терриконов Рурского региона. Его высота составляет 159 м. Террикон образовался вследствие отвала породы в процессе добычи каменного угля на шахте Проспер-Ганиль. Отвал породы осуществляется по двум спиралям — южная спираль используется как ландшафтный парк, северная продолжает использоваться в промышленных целях для дальнейшего отвала породы.

## Ландшафтный парк
По проекту специалиста по садово-парковой архитектуре Йозефа Германа на склонах и плато южной спирали террикона «Ганиль» был разбит ландшафтный парк. В 1992 году на вершине террикона был установлен крест. Этот крест был изготовлен в 1987 году в честь визита папы Иоанна Павла II в Рурский регион. Этот крест был изготовлен учащимися профессионального училища при угледобывающем предприятии из деревянных опор штрека и освящен папой. Этот крест является конечной точкой маршрута, который начинается у подножия террикона в районе Клекамп города Оберхаузен. Маршрут состоит из 14 стояний, каждая из которых повествует об одном из стояний крестного пути. Маршрут был торжественно открыт в 1995 году епископом Губертом Люте. Каждую Страстную пятницу здесь проходит театрализованная крестная процессия. 

 Также на плато террикона, на высоте 126 м, находится амфитеатр на 800 мест, так называемая «Горная арена». Здесь регулярно происходят культурные мероприятия и театральные постановки, так, например, в 2001 году здесь ставился «Сон в летнюю ночь», в 2002 — «Трёхгрошовая опера», в 2003 — «Кабаре». В рамках проекта «Ruhr.2010» состоялась постановка «Аиды» Джузеппе Верди. 

 В 2002 году на плато террикона баскским художником Аугустином Ибарролой были установлены свыше ста железнодорожных шпал и деревянных опор штреков. Композиция получила названия — «Тотемы». 

 Сегодня террикон «Ганиль» — это тематический пункт регионального проекта «Путь индустриальной культуры» Рурского региона.

## Галерея

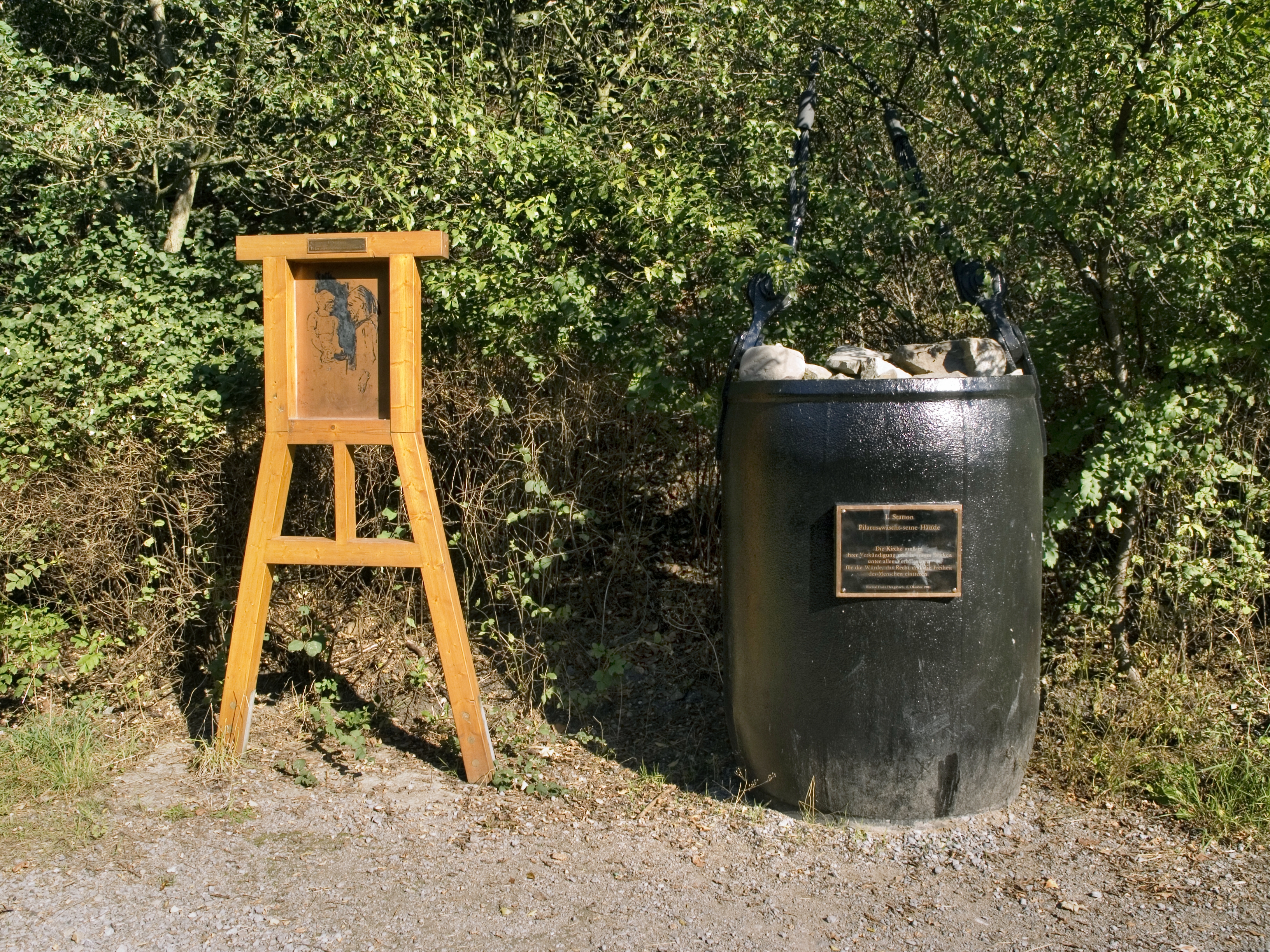
Станция №1
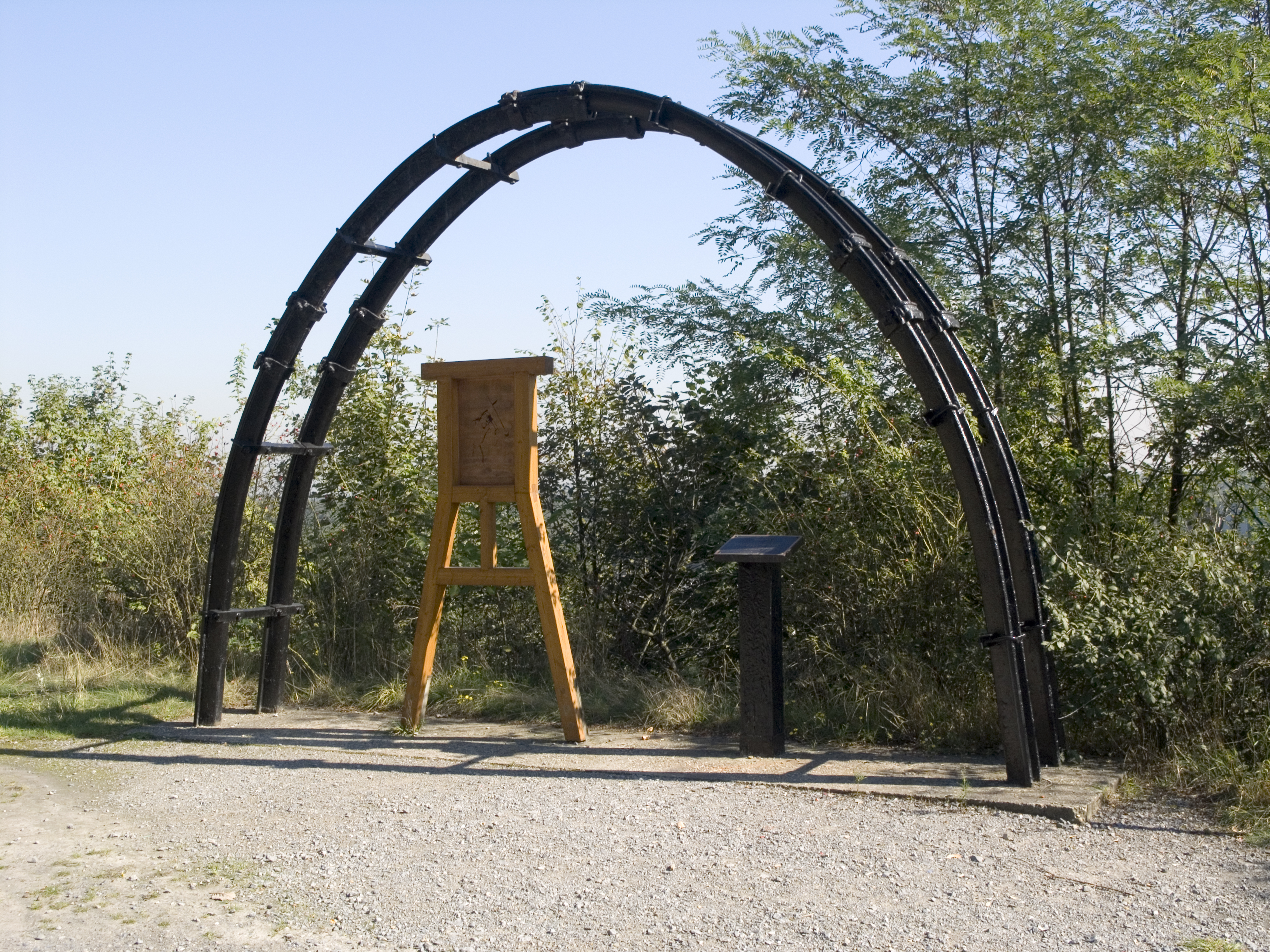
Станция №2
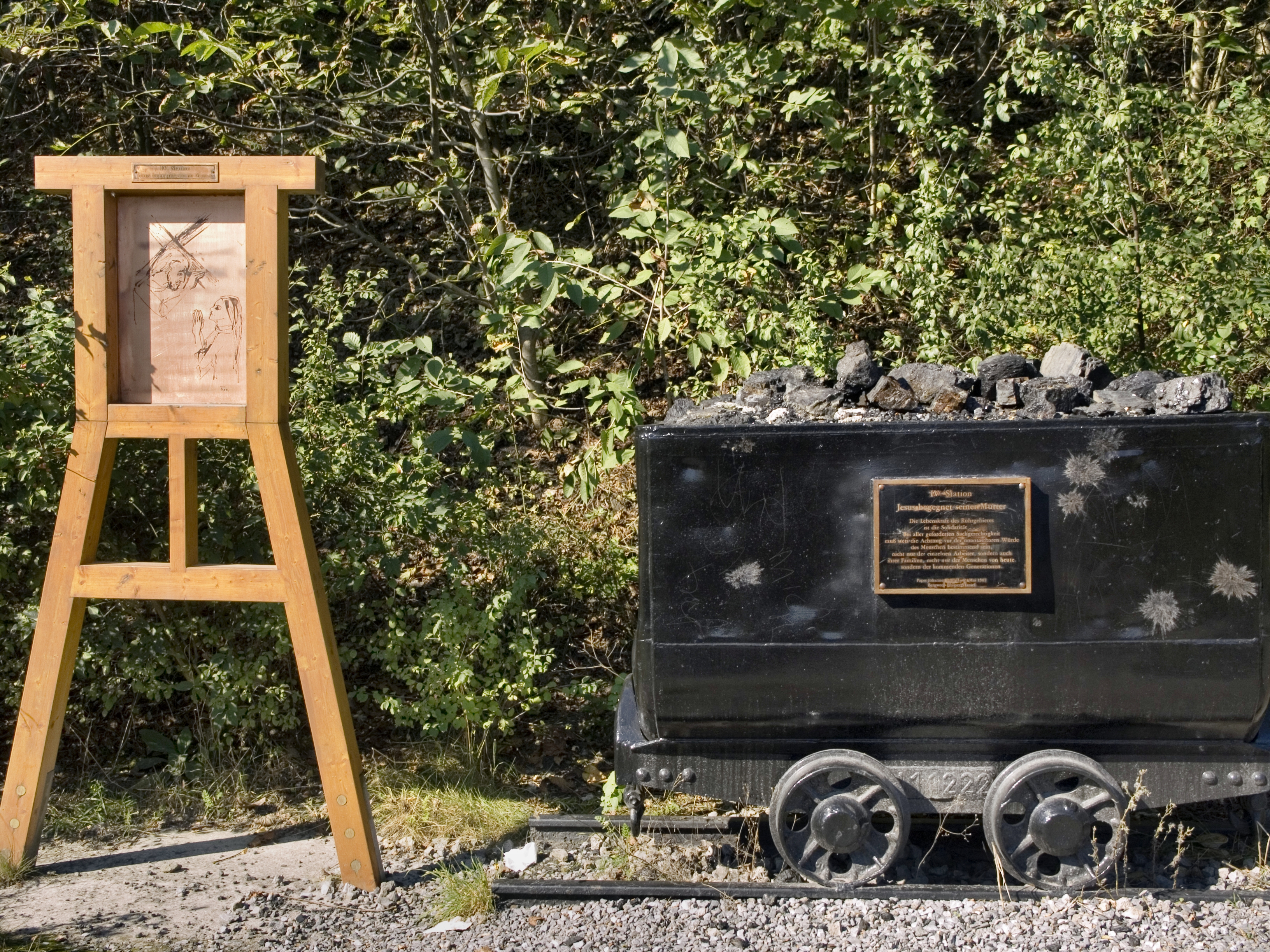
Станция №4
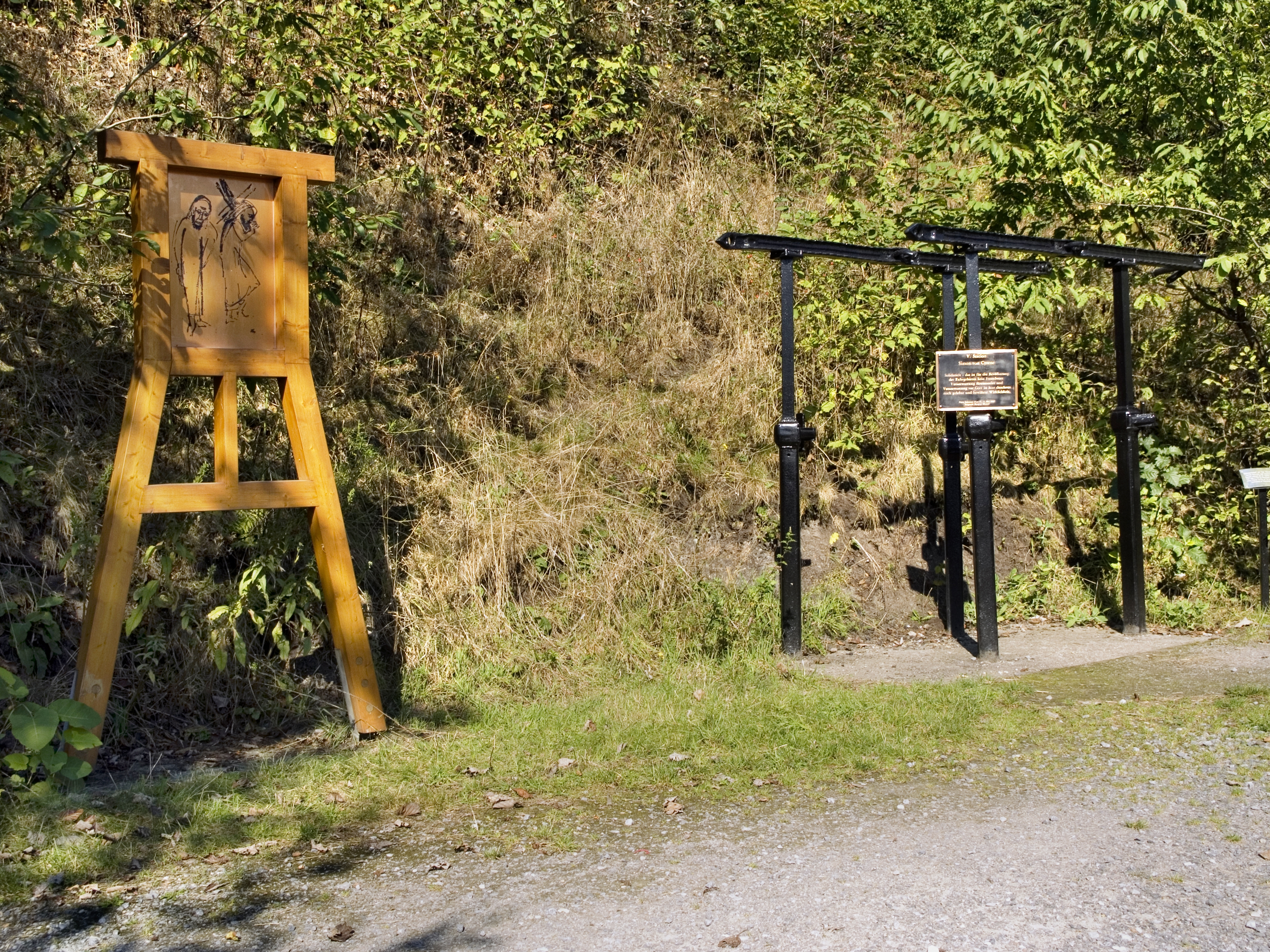
Станция №5
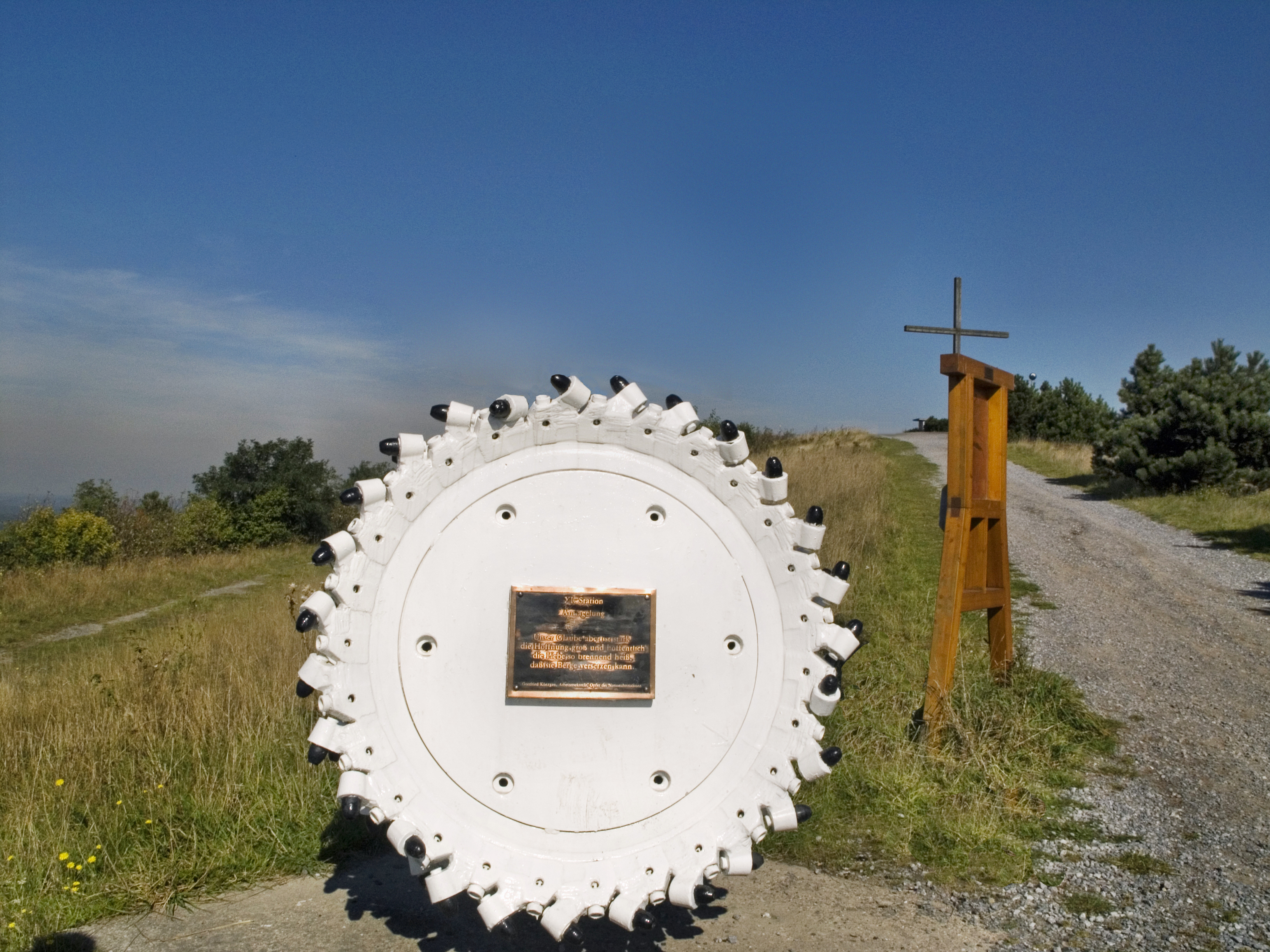
Станция №11
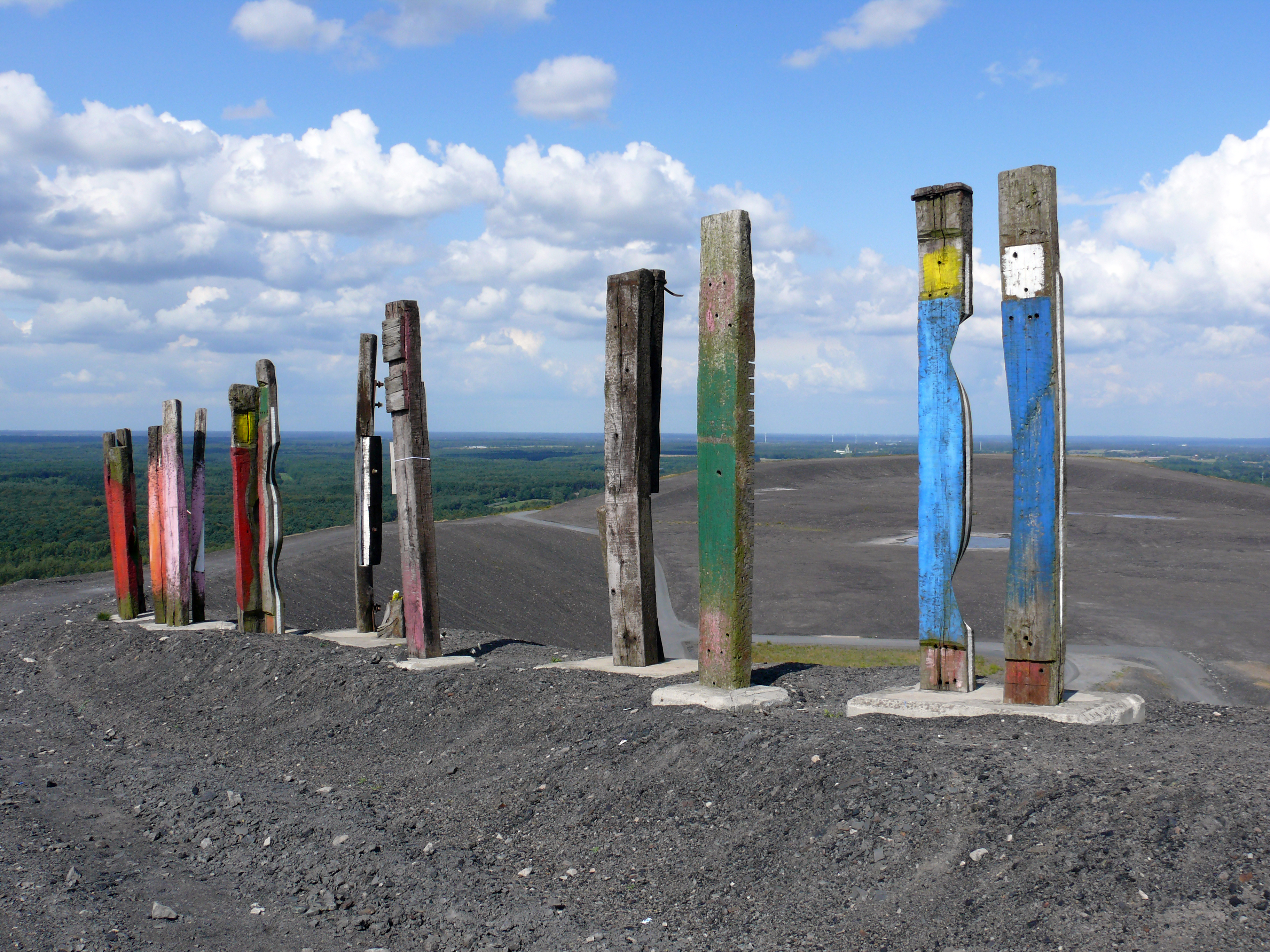
"Тотемы"
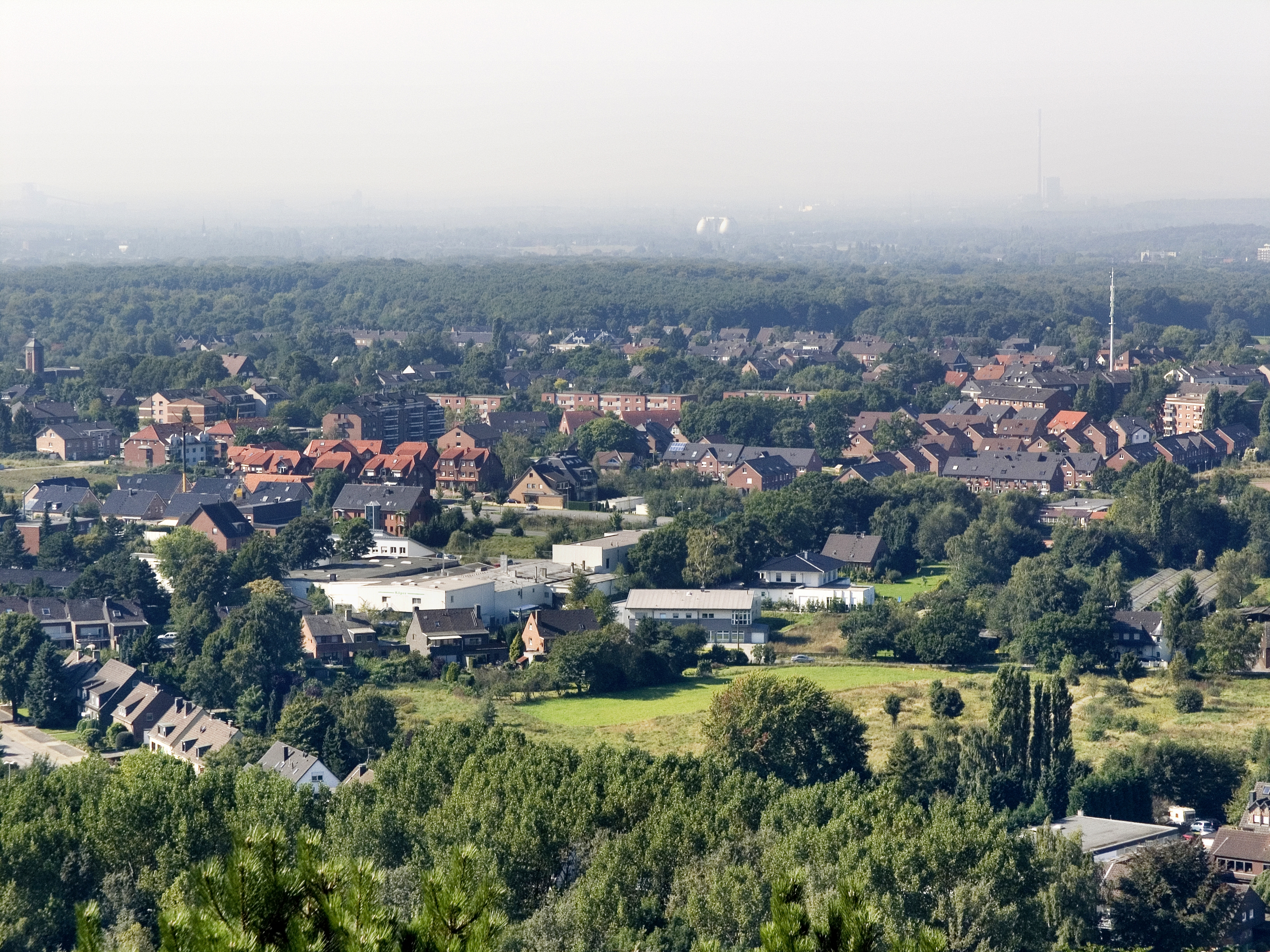
Вид с террикона на район Клекамп города Оберхаузен
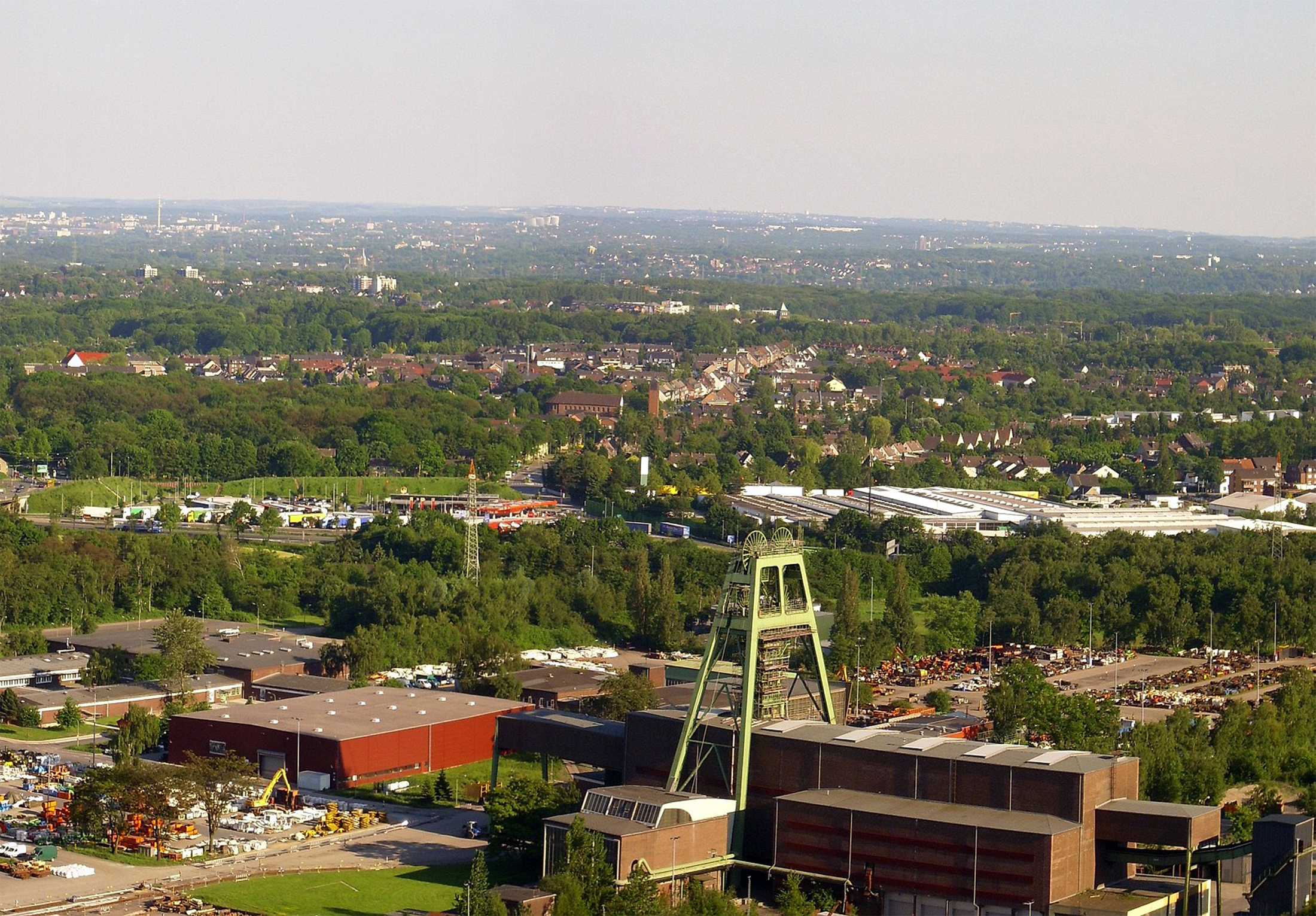
Вид с террикона на шахту Проспер-Ганиль